# Łożysko rzeki

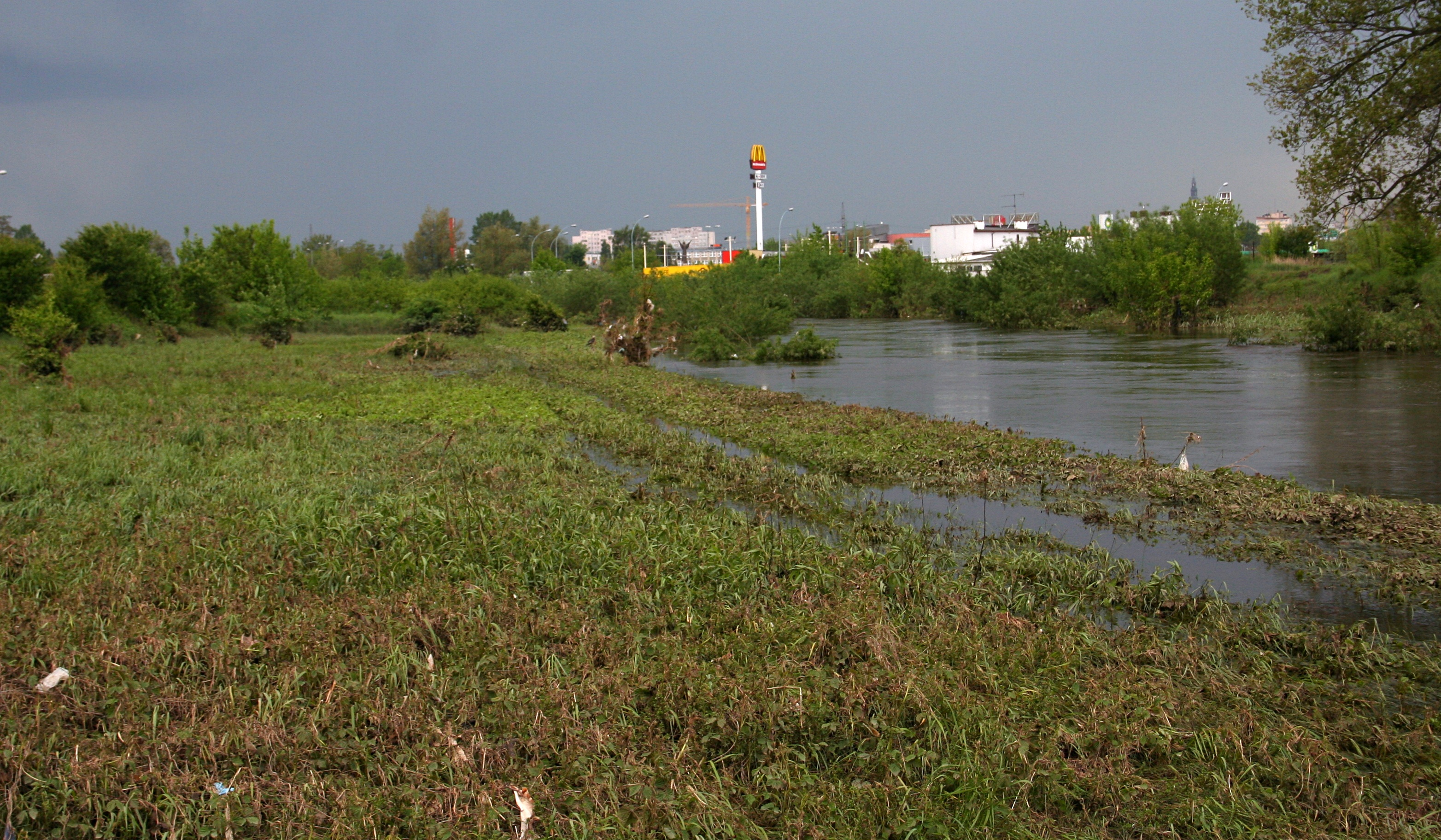
Łożysko Warty - po prawej wezbrane wody w korycie, po lewej teren zalewowy

Łożysko rzeczne, łożysko rzeki – część dna doliny rzecznej: koryto rzeki i obszar zalewowy, zajmowany przez wody powodziowe podczas wezbrań.  Łożysko składa się z koryta i najniższej terasy zalewowej. W niektórych potokach górskich łożysko jest praktycznie tożsame z korytem rzeki.
Wyróżnia się łożyska jednostronne (koryto biegnie przy samym zboczu doliny), dwustronne (równina zalewowa jest po obu stronach koryta) lub przemienne (równina zalewowa położona jest czasami po jednej, a czasami po drugiej stronie koryta rzeki).